# Proclamation de l'empereur Hàm Nghi

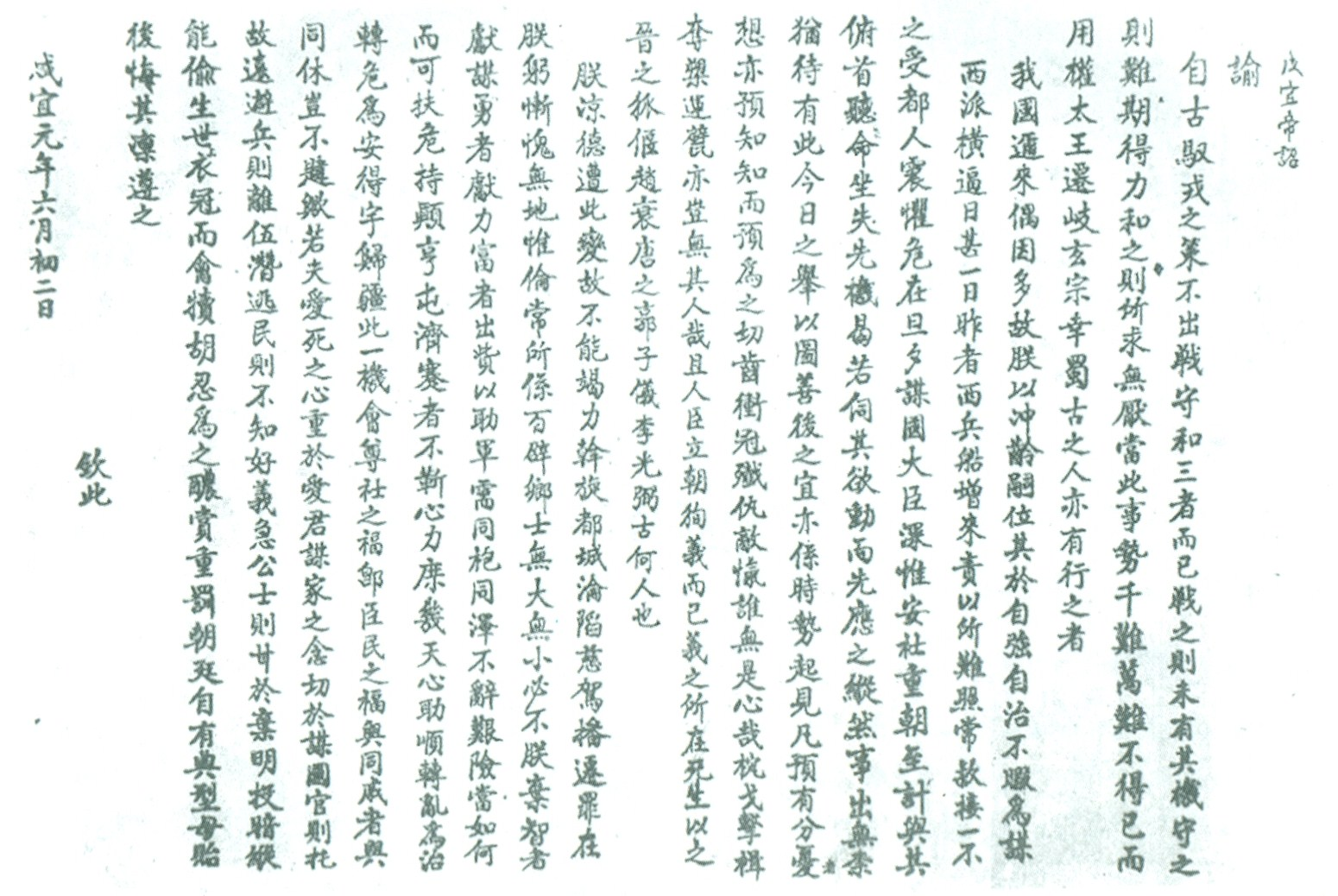
Proclamation de l'empereur Hàm Nghi

La Proclamation de l'empereur Hàm Nghi est un édit vietnamien daté du 13 juillet 1885, rédigé en văn ngôn (chinois classique). Tôn Thất Thuyết, second régent du Đại Nam, en est probablement l'auteur. Cet édit eut un grand retentissement auprès de la population vietnamienne, puisqu'il fut proclamé consécutivement à la chute de la capitale, Huế, tombée huit jours plus tôt dans la nuit du 4 au 5 juillet 1885. À la suite de cette proclamation naît le premier mouvement de résistance vietnamien, le Cần Vương (« Aider le Roi »), dont l’édit est le texte fondateur. La Proclamation de l’empereur Hàm Nghi est connue dans l’historiographie vietnamienne sous le nom de Chiếu Cần Vương (littéralement « Édit Aider le Roi »), bien qu’il s’agisse en réalité d’un dụ et non d’un chiếu.

## Les prémices du guet-apens de Huế (1883-1885)
Le guet-apens de Huế, ou « événements du 23e jour du 5e mois lunaire de l’année Ât Dâu » dans l’historiographie vietnamienne, marque l'achèvement de la colonisation française du Vietnam par la IIIe République. Cet événement s’inscrit dans un long processus de conquête, commencé dès l’arrivée des missions catholiques au XVIIe siècle, d'abord portugaises puis françaises. L’évangélisation qui s'ensuivit suscita jusqu’au XIXe siècle l’hostilité d’une large partie de la société traditionnelle vietnamienne et de la plupart des souverains du Đại Việt, puis du Đại Nam, qui se seront efforcés d'endiguer l’essor du prosélytisme chrétien.
La conquête du territoire vietnamien par la France débute quant à elle avec la création de la Cochinchine française en 1862. L’annexion du Tonkin s’ensuit à partir de 1873, marquée par l’intervention de Francis Garnier à la citadelle de Hà Nội et par l’expédition militaire lancée en 1881 sous le gouvernement de Jules Ferry. L'objectif pour la France est de concurrencer l'expansion britannique en Extrême-Orient, tout en cherchant à contrôler des routes commerciales stratégiques, notamment le delta du fleuve Rouge, essentiel pour accéder au marché chinois.
En 1883, après plusieurs victoires militaires françaises, la cour impériale vietnamienne est forcée de signer le traité Harmand, qui place le Đại Nam sous protectorat français. Cependant, refusant de se soumettre, la cour continue de soutenir des forces paysannes irrégulières et s’allie à l’Empire chinois, qui intervient au Tonkin. La guerre franco-chinoise éclate, mais la Chine subit plusieurs revers malgré une résistance acharnée. Finalement, le traité de Tianjin, signé en juin 1885, met fin à la guerre et laisse le Đại Nam seul face aux Français. Le général de Courcy s’empare alors de Huế, consolidant ainsi le protectorat français et marquant la fin de la souveraineté de la dynastie Nguyễn .
Cet événement est le point de départ d'une longue période de résistance, avec la proclamation de l'empereur Hàm Nghi.

## Le départ précipité de Hàm Nghi à la citadelle de Tân Sở
La décision d'exfiltrer l'empereur Hàm Nghi pour le soustraire à l'autorité coloniale française constitue un événement historique majeur dans l'histoire du Vietnam. Elle met en lumière le rôle des mandarins et plus largement celui des lettrés dans l'État vietnamien, mais aussi l’importance de la personne de l’empereur pour ses sujets, surtout dans un contexte d'invasion. Mais face à la supériorité militaire française, qui vient de vaincre la Chine, beaucoup de courtisans hésitent à s'impliquer personnellement dans les combats qui opposent les paysans rebelles aux troupes françaises. Cependant, les régents Nguyễn Văn Tường et Tôn Thất Thuyết décident de ne pas capituler, malgré la chute de la capitale.
Le 4 juillet 1885, à la tombée de la nuit, la garnison de Huế opère une sortie contre les troupes françaises venues réaffirmer les traités Harmand (1883) et Patenôtre (1884), déclenchant ainsi le « guet-apens de Huế ». Cette attaque surprise est ordonnée par Nguyễn Văn Tường et Tôn Thất Thuyết, symbolisant la détermination des régents et des lettrés à résister, malgré l’attentisme de certains nobles qui composent la cour. Alors que Nguyễn Văn Tường prône une approche plus subversive, Tôn Thất Thuyết défend une résistance armée sans compromis face à la France.
Après de violents combats, menés tout au long de la nuit, de part et d’autre de la rivière des Parfums, les troupes françaises prennent l’avantage, et investissent, à l'aube du 5 juillet 1885, la Cité pourpre interdite. Cependant, la salle du trône est déserte. Les régents ont pris la décision, alors inattendue, aussi bien par les Français que par les membres de la cour, d'évacuer le palais pour poursuivre la résistance dans les montagnes. Nguyễn Văn Tường reste près de Huế et se rend auprès du général de Courcy, tandis que Tôn Thất Thuyết a pour mission de conduire Hàm Nghi à la citadelle secrète de Tân Sở, nichée dans la cordillère Annamitique. Lors de l'évacuation du palais, un cortège s'est rapidement formé autour du souverain et réussit à atteindre Quảng Trị, où Tôn Thất Thuyết fait expédier un bref message le 5 ou le 7 juillet 1885, probablement aux chefs et meneurs de ce qui adviendra le Cần Vương. Mais cette fuite laisse éclater les dissensions qui avaient déjà lieu au sein de la cour. Refusant de tenter l'ascension périlleuse de la citadelle, plusieurs voix s'élèvent parmi lesquelles celles des dames des « trois palais » 三宮, et notamment de la plus prestigieuse d'entre elles, la Grande Impératrice Douairière Từ Dụ, mère du défunt empereur Từ Dục alors âgée de 75 ans. La majeure partie de la cour préfère rentrer à Huế pour se rendre au général de Courcy. Tôn Thất Thuyết parvient néanmoins à convaincre Hàm Nghi de le suivre. L’essentiel de la cour rebrousse alors chemin, excepté Hàm Nghi, Tôn Thất Thuyết et une poignée de fidèles et de soldats. Parvenus à gagner la citadelle de Tân Sở, un appel à la résistance est lancé le 13 juillet 1885 au nom de Hàm Nghi, exhortant les Vietnamiens à se soulever contre l’envahisseur. L'appel sera diffusé clandestinement à travers tout le pays.

## Traduction de l'appel lancé par Hàm Nghi
Proclamation, 
Depuis des temps très lointains, il n’est en matière de stratégie que trois recours possibles, l’attaque, la défense ou les pourparlers. Faute de pouvoir lancer une attaque, d’établir une défense suffisamment forte et de traiter avec un ennemi aux exigences insatiables, en de pareilles circonstances, éprouvant mille et dix mille difficultés, fut prise notre édifiante résolution. Si le Grand Roi s’est retiré à la montagne Qi et si le Mystérieux Vénéré s’est rendu dans la province de Shu, c’est bien que des hommes, dans les temps anciens, ont résolu de recourir au même expédient.
Il n’y a guère longtemps que le désordre sévissait dans l’Empire, et que Je succédais au trône malgré mon jeune âge. Me vouant entièrement à notre essor et à notre indépendance, Je ne poursuivais aucun autre dessein, jusqu’à ce que les Français nous attaquent de nouveau, sans raison. La situation se dégrade de jour en jour ; depuis que leurs vaisseaux affluent sur nos côtes et revendiquent des droits innommables. Les accueillant selon nos coutumes, celles-ci ont été repoussées sans ménagement. La peur afflige désormais les habitants de la capitale. Le danger nous guette de l’aube au crépuscule. Mais les ministres régents veillent sur notre Royaume et notre Dynastie.
Plutôt que de baisser la tête, de céder aux menaces et de manquer une occasion d’avoir l’initiative, nous avons préféré prendre nos ennemis de vitesse, en devançant leur attaque. Même si le cours des événements ne nous a guère laissé le choix, toutes les actions entreprises jusqu’à maintenant s’avéreront fort utiles par la suite. Nous aviserons toujours en temps voulu. Tous ceux qui partagent notre inquiétude ont sans doute déjà pris leurs dispositions. Qui en ce moment même ne serre pas les dents de rage et n’a les cheveux qui se hérissent d’indignation à la vue de nos envahisseurs ? Quel homme ne veillera plus sous les armes, ne battra solennellement des rames, ne ravira la lance de son ennemi et ne charriera des monceaux de briques ? Telle sera notre réaction ; à l’image des ministres, qui ne servent la Cour que pour accomplir leur devoir envers le Bien, dussent-ils le payer de leur vie. Hu Yan (en) et Zhao Cui (en) de Jin, Guo Ziyi et Li Guangbi (en) des Tang, tous ces noms surgis du passé ne sont-ils pas ceux de héros qui nous en ont donné l’exemple ?
D’une Vertu inférieure, Je n’ai pu empêcher le désastre de se produire : la capitale est tombée, le palanquin de nos Mères aimantes sur le chemin de l’exil. La faute M’incombe entièrement. La honte et l’effroi Me submergent. Mais que subsistent les liens vertueux qui nous unissent, que les seigneurs et dignitaires de l’Empire, petits ou grands, ne M’abandonnent pas, que les sages recourent à leur sagesse, que les braves fassent montre de leur bravoure, que les riches offrent leur richesse et nos compagnons d’armes ne reculeront devant aucun péril. N’est-ce pas là notre devoir ?
Que ceux qui voleront au secours de l’Empire, bravant la tempête et les trombes d’eau sur la montagne, n’épargnent pas leurs efforts. Si le Ciel a dans son cœur le dessein de nous venir en aide, alors nous ramènerons l’ordre et l’harmonie, en lieu et place du chaos et du danger, dans notre territoire que nous reprendrons. C’est le moment ou jamais. La félicité des temples des Ancêtres et des Esprits de la terre est celle de tous leurs bons et loyaux serviteurs. Nos destins sont liés jusque dans nos peines et dans nos joies.
Mais si le peuple redoutait la mort plus qu’il n’aimât son Souverain, s’il pensait davantage aux siens plutôt qu’à l’Empire, les ministres trouveront des prétextes pour se dérober, les soldats déserteront, les petites gens n’éprouveront plus de bonté pour servir l’intérêt général, et les lettrés renonceront à la Lumière pour les Ténèbres. Tous pourraient se résigner à leur sort, mais ils ne seraient plus que des bêtes, affublées d’un chapeau et d’une robe. Comment pourrions-nous l’accepter ? De généreuses récompenses ainsi que de sévères châtiments seront donnés en exemple par la Cour. Ne faites pas ce que vous pourrez regretter. Obéissez avec déférence.
Respect à cet ordre

Ère Hàm Nghi, première année, sixième mois, deuxième jour

## Suite de l'appel de Hàm Nghi
Avec l'irruption progressive des puissances occidentales au Vietnam, la conquête coloniale française s'achève le 5 juillet 1885 avec la prise de Huế, entraînant la fuite de l'empereur Hàm Nghi, du régent Tôn Thất Thuyết et d'une partie de la cour. Bien que la cour de Huế ait cherché à contrecarrer les ambitions coloniales de la France par des moyens détournés, l'empereur du Đại Nam, placé sous le protectorat de la France, avait dû jusqu'alors condamner les révoltes paysannes qui éclataient au Tonkin. Cependant, l'appel de Hàm Nghi marque un tournant décisif dans l'histoire du Vietnam. Cet appel symbolise le début de la résistance, non seulement du peuple, mais aussi des lettrés, qui joueront un rôle fondamental dans le mouvement Cần Vương.

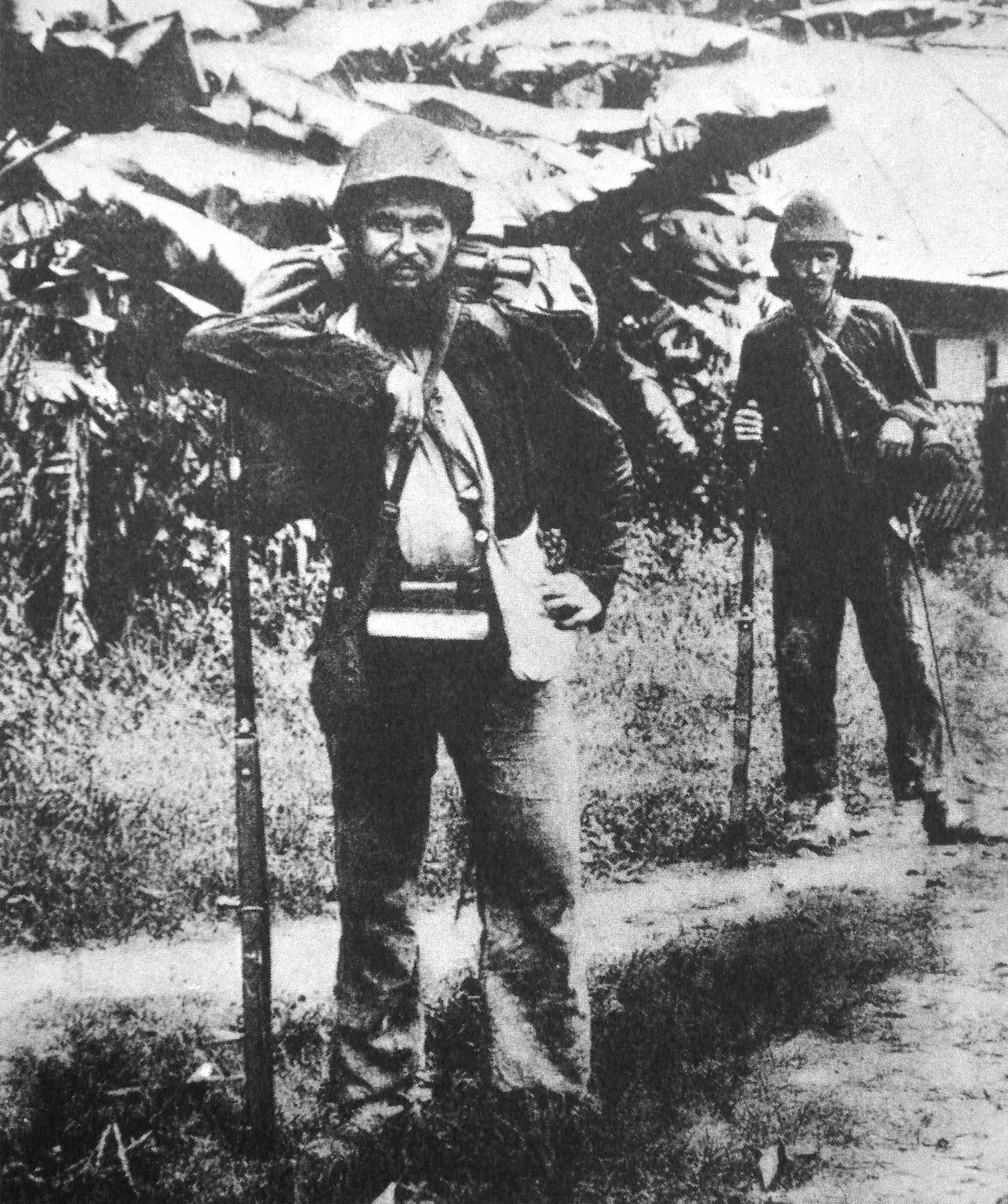
Infanterie de marine au Tonkin (Indochine française) en 1888

Bien que cette résistance conduise par la suite à l'arrestation de Hàm Nghi en novembre 1888 et à son exil en Algérie, l'historien japonais Yumio Sakurai souligne que « le nom même de l’empereur Hàm Nghi aura acquis une gloire impérissable » grâce à sa proclamation. Malgré les revers subis par le Cần Vương, la capture de l'empereur, l'exil à Tahiti de Nguyễn Văn Tường et la vie clandestine de Tôn Thất Thuyết, de nombreux Vietnamiens continueront de lutter jusqu'au début du XXe siècle au nom de Hàm Nghi. Ses successeurs, Thành Thái et Duy Tân, seront également exilés, à l'île de La Réunion. Dans le sillage du Cần Vương, émergeront les figures emblématiques d'une nouvelle génération de résistants, tels que Phan Châu Trinh, le Đề Thám ou encore Phan Bội Châu.